# Dindon noir de Bresse
Pour les articles homonymes, voir Bresse (homonymie).
Le dindon noir de Bresse est une race de dindon à faible effectif, originaire de Bresse en France. La dinde de Bresse bénéficie de l'appellation d'origine contrôlée depuis 1976 et de l'appellation d'origine protégée depuis 1996. C'est l'une des quatre appellations volaillères de Bresse à côté du chapon, de la poularde et du poulet de Bresse.

## Histoire
Les premières dindes sont importées d'Amérique en Europe dans les années 1530 par les Espagnols ; elle est nommée alors « poule d'Inde », ce qui devient par déformation « dinde ». Le noir de Bresse est sélectionné au fil des générations entre Mâcon et Bourg-en-Bresse ; cette race n'a pas de standard homologué (comme le dindon noir de Normandie).
Le 12 juillet 1972, un syndicat de défense et de promotion de la Dinde de Bresse est constitué. Plus de quatre années plus tard, l’appellation d'origine contrôlée (AOC) Dinde de Bresse est reconnue le 22 décembre 1976 par un décret, le statut européen d'appellation d'origine protégée (AOP) est enregistré le 12 juin 1996.

## Description
Comme son nom l'indique, son plumage est noir ainsi que ses pattes. Les mâles atteignent 10 à 12 kg, les femelles, 6 à 7 kg. Les races de dindon noir sont plus petites que les autres. Les dindes pondent entre février et août à raison d'une quinzaine d'œufs par ponte qu'elles couvent vingt-huit jours. L'élevage type en liberté comprend un mâle pour dix femelles dans une aire herbeuse avec abri.
Le nombre d'éleveurs de la dinde de Bresse s'élève à vingt-cinq en 2013, regroupés en un Syndicat des producteurs des dindes de Bresse.